# Domloup
Domloup – miejscowość i gmina we Francji, w regionie Bretania, w departamencie Ille-et-Vilaine.
Według danych na rok 1990 gminę zamieszkiwało 1501 osób, a gęstość zaludnienia wynosiła 81 osób/km² (wśród 1269 gmin Bretanii Domloup plasuje się na 415. miejscu pod względem liczby ludności, natomiast pod względem powierzchni na miejscu 539.).